# NGC 6925
NGC 6925是位於顯微鏡座的一個漩渦星系，邊緣對著地球，從地球看向南北方向延伸；視星等為+11.3等，用六英寸（15厘米）或以上口徑之天文望遠鏡可以看見它。
這個星系最先於1834年由英國天文學家約翰·赫歇爾所發現。